# 香港置業

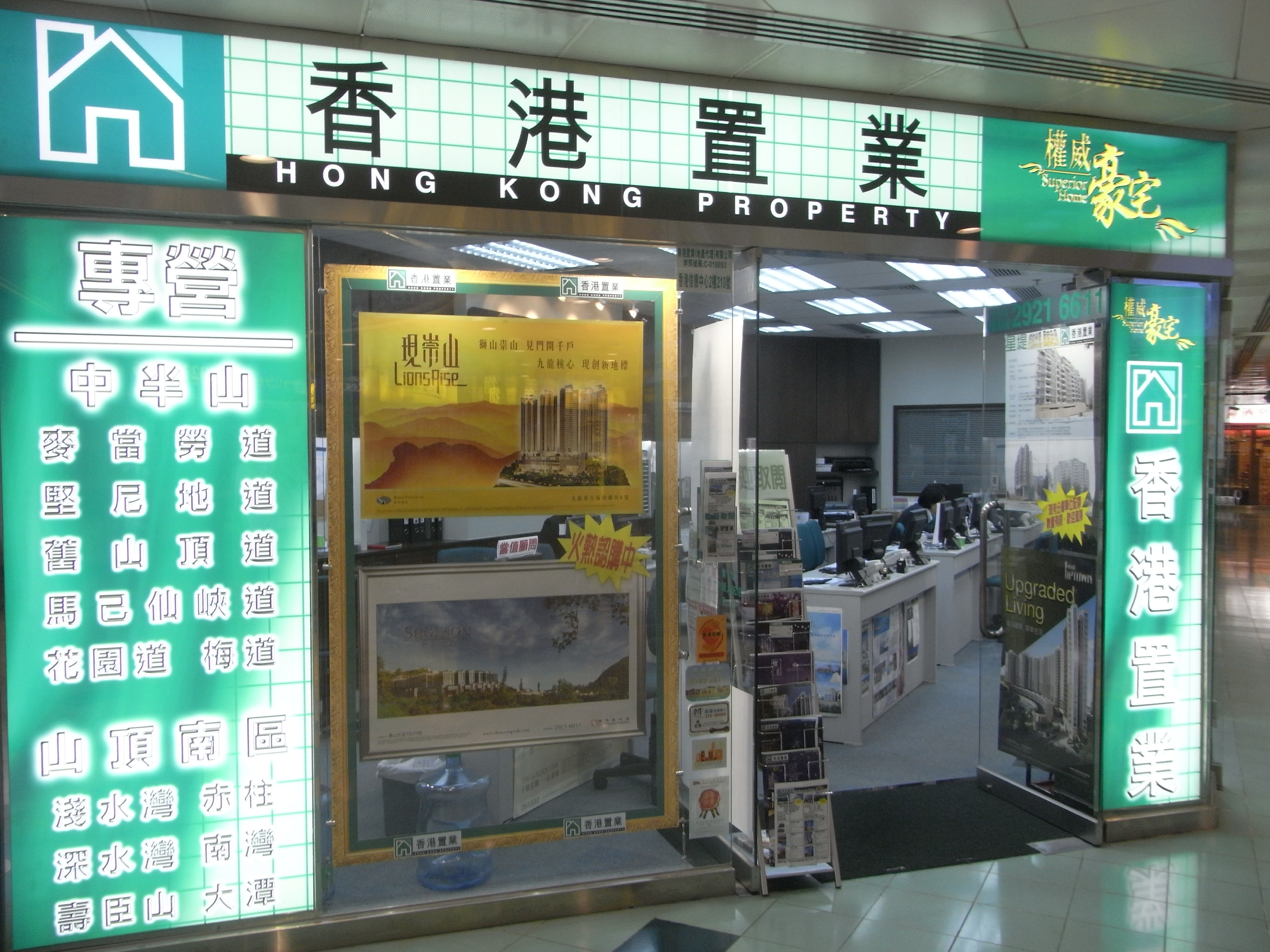
香港置業上環信德中心分行

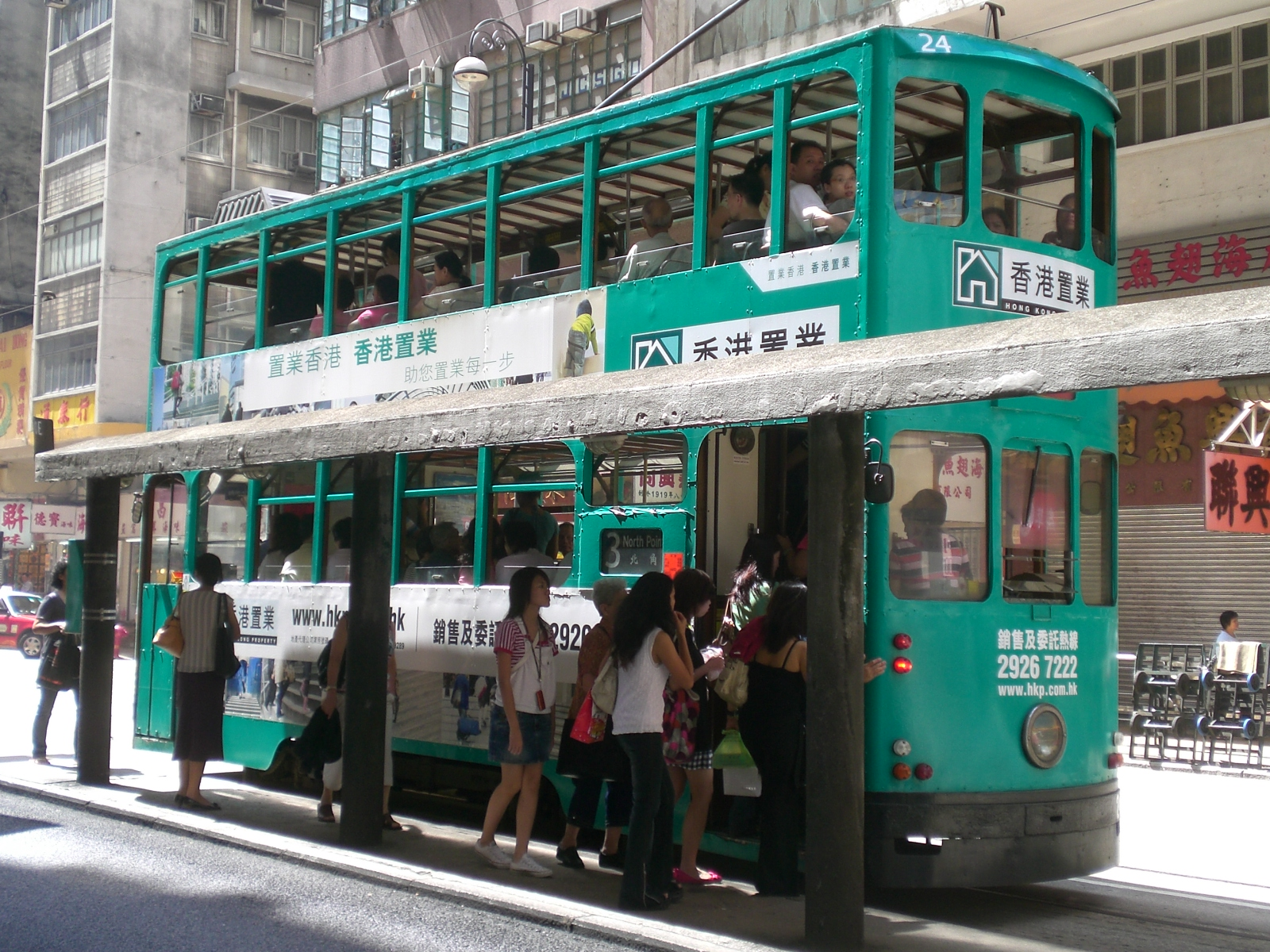
香港置業的電車車身廣告，綠色是其專色以資識別

香港置業（地產代理）有限公司，於1986年創立，香港四大地產代理之一。
香港置業公司近年成立港置地產代理（深圳）有限公司，開設深圳旗艦店總部。

## 歷史
前身為置業國際，1996年被長江實業收購，又在2000年轉給美聯物業。

## 相關
- 香港地產代理監管局

## 外部連結
- 香港置業(地產代理)有限公司 Hong Kong Property Services (Agency) Ltd. 官方網址
- 美聯集團有限公司 Midland Holdings Limited 官方網址